# Aristote Nkaka
Aristote Nkaka (Ghlin, 27 de marzo de 1996) es un futbolista belga de ascendencia congoleña. Juega de centrocampista en el Guangxi Pingguo F. C. de la Primera Liga China.

## Carrera
Firmó por el Royal Excel Mouscron en junio de 2015, procedente de la academia del Club Brujas. El 26 de enero de 2017 marcó su primer gol en la derrota por 2-1 contra su anterior club, el Brugge.
En el año 2018 fue traspasado al K. V. Oostende por 300 000 euros. Tan solo un año más tarde, en 2019, fue nuevamente traspasado, en esta ocasión al R. S. C. Anderlecht por una suma de 1 000 000 de euros. Pocos meses después, en concreto el 17 de julio del mismo año, Nkaka fue cedido a la U. D. Almería de España procedente del Anderlecht por una temporada. Sin embargo, semanas más tarde rescindiría su contrato de mutuo acuerdo. El 26 de agosto, horas después de abandonar el conjunto almeriensista, el club belga lo cedió al Real Racing Club de Santander, que, al igual que el Almería, milita en la Segunda División de España.

## Clubes
| Club                         | País     | Año       |
| ---------------------------- | -------- | --------- |
| Royal Excel Mouscron         | Bélgica  | 2016-2018 |
| K. V. Oostende               | Bélgica  | 2018-2019 |
| R. S. C. Anderlecht          | Bélgica  | 2019-2023 |
| U. D. Almería (cedido)       | España   | 2019      |
| Racing de Santander (cedido) | España   | 2019-2020 |
| S. C. Paderborn 07 (cedido)  | Alemania | 2020-2021 |
| Waasland-Beveren (cedido)    | Bélgica  | 2021-2022 |
| Lierse Kempenzonen           | Bélgica  | 2023-2024 |
| Guangxi Pingguo F. C.        | China    | 2025-     |